# Micromia stabilis
Micromia stabilis là một loài bướm đêm trong họ Geometridae.